# Cephalocereus apicicephalium
Cephalocereus apicicephalium là một loài thực vật có hoa trong họ Cactaceae. Loài này được E.Y.Dawson mô tả khoa học đầu tiên năm 1948.